# Гидросульфид натрия
Гидросульфи́д на́трия (ки́слый се́рнистый на́трий, химическая формула — NaHS) — неорганическая кислая натриевая соль сероводородной кислоты.
При стандартных условиях, гидросульфид натрия — это белые кристаллы, растворимые в воде. Образует несколько кристаллогидратов, например NaHS·2H2O или NaHS·3H2O.

## Физические свойства
Гидросульфид натрия образует белые кристаллы тригональной сингонии, пространственная группа R 3m, параметры ячейки a = 0,4460 нм, c = 0,915 нм, Z = 3.
В расплавленном состоянии гидросульфид натрия имеет чёрный цвет.

## Химические свойства
- Водные растворы гидросульфида натрия имеют щелочную реакцию вследствие гидролиза по аниону:

{\displaystyle {\mathsf {HS^{-}+H_{2}O\ \rightleftarrows \ H_{2}S+OH^{-}}}}
кипячение раствора сильно сдвигает равновесие вправо (за счёт удаления сероводорода).
- Взаимодействие с щелочами с образованием средней соли:

{\displaystyle {\mathsf {NaHS+NaOH\ {\xrightarrow {\ }}\ Na_{2}S+H_{2}O}}}
- Легко разрушается кислотами:

{\displaystyle {\mathsf {NaHS+HCl\ {\xrightarrow {\ }}\ NaCl+H_{2}S\uparrow }}}
- Взаимодействие с серой в щелочной среде с образованием полисульфидов:

{\displaystyle {\mathsf {NaHS+NaOH+nS\ {\xrightarrow {\ }}\ Na_{2}S_{n+1}+H_{2}O}}}
- Окисление, например, кислородом, до серы, образующей полисульфиды:

{\displaystyle {\mathsf {NaHS+xO_{2}\ {\xrightarrow {100^{o}C}}\ Na_{2}S_{n+1}+NaOH}}}

## Получение
- Пропускание сероводорода через раствор сульфида натрия:

{\displaystyle {\mathsf {Na_{2}S+H_{2}S\ \rightleftarrows \ 2\ NaHS}}}
- Пропускание сероводорода через разбавленный раствор щёлочи:

{\displaystyle {\mathsf {NaOH+H_{2}S\ \rightleftarrows \ NaHS+H_{2}O}}}

## Токсичность
При хранении во влажных условиях выделяет сероводород.

## Применение
- В кожевенной промышленности как компонент состава для удаления наружного слоя шкур.
- Используют как сырьё в химической промышленности (для производства этилмеркаптана, бутифоса, красителей).
- В текстильной промышленности.
- Используется как восстановитель окисленной руды в горно-добывающей промышленности, при флотировании и извлечении металлосодержащего концентрата.